# 1791 Patsayev
1791 Patsayev је астероид главног астероидног појаса. Приближан пречник астероида је 25,71 km,
а средња удаљеност астероида од Сунца износи 2,745 астрономских јединица (АЈ).
Инклинација (нагиб) орбите у односу на раван еклиптике је 5,361 степени, а орбитални период износи 1661,409 дана (4,548 године). Ексцентрицитет орбите астероида износи 0,144.
Апсолутна магнитуда астероида износи 11,80 а геометријски албедо 0,050.
Астероид је откривен 4. септембра 1967. године.